# Echinophryne
Echinophryne is een geslacht van straalvinnige vissen uit de familie van voelsprietvissen (Antennariidae).

## Soorten
- Echinophryne crassispina McCulloch & Waite, 1918
- Echinophryne mitchellii (Morton, 1897)
- Echinophryne reynoldsi Pietsch & Kuiter, 1984